# 2-я Филёвская улица
2-я Филёвская у́лица — улица, расположенная в Западном административном округе города Москвы на территории района Филёвский Парк.

## История
Улица была образована 17 декабря 1948 года и получила своё название по своему расположению в местности Фили.

## Расположение
2-я Филёвская улица проходит от улицы Василисы Кожиной на северо-запад до улицы Олеко Дундича, пересекая Кастанаевскую улицу. Нумерация домов начинается от улицы Василисы Кожиной.

## Примечательные здания и сооружения
По нечётной стороне:
По чётной стороне:

## Транспорт

### Наземный транспорт
По 2-й Филёвской улице не проходят маршруты наземного общественного транспорта. На Кастанаевской улице и улице Олеко Дундича у пересечений со 2-й Филёвской улицей расположены остановки «2-я Филёвская улица» автобусов 109, 470.

### Метро
- Станция метро «Филёвский парк» Филёвской линии — вблизи северного конца улицы, на Минской улице